# Nicky Deuce
Nicky Deuce ist eine US-amerikanisch-kanadische Fernseh-Komödie aus dem Jahr 2013. Die Hauptrolle spielt Noah Munck, der durch seine Rolle als Gibby Gibson in der Fernsehserie iCarly bekannt wurde. Der Film basiert auf dem Buch Nicky Deuce: Welcome to the Family von Steve Schirripa und Charles Fleming. Die Erstausstrahlung in den USA erfolgte am 27. Mai 2013 auf Nick at Nite, dem Abendprogrammblock des Fernsehsenders Nickelodeon. In Kanada erfolgte die erste Ausstrahlung auf YTV. In Deutschland wurde der Film erstmals am 19. Oktober 2013 gesendet, ebenfalls auf Nickelodeon.

## Handlung
Der Teenager Nicholas Borelli II. wohnt mit seinen Eltern in einer typischen US-amerikanischen Kleinstadt. Sein Leben gestaltet sich eher wenig aufregend, vor allem da seine Eltern in Bezug auf Keime und die Ernährung übervorsichtig sind. Die Sommerferien soll er in einem Mathematik-Camp verbringen, während seine Eltern beruflich in Papua-Neuguinea unterwegs sind. Das Camp findet jedoch nicht statt, und so verbringt Nicholas den Sommer bei seiner Großmutter Tutti und seinem Onkel Frankie in Brooklyn, New York City.
Zunächst ist Nicholas vom Leben in der Großstadt überfordert. Außerdem traut er sich nicht, seinen Onkel nach dessen Job zu fragen, da sein Vater ihm eingefleischt hatte, sich von Frankie fernzuhalten, da dieser nicht in die Familie passen würde. Nicholas findet Anschluss zu den New Yorker Teenagern Donna und Tommy, die ihm dabei helfen, sich in der Metropole zurechtzufinden. Mit der Zeit verdichten sich die Hinweise, dass Frankie für die Mafia arbeitet. Als Nicholas ein Telefonat auf Frankies privatem Telefon entgegennimmt, übernimmt er für einen gewissen Paulie einen Auftrag, der ihn tatsächlich in ein mafiöses Umfeld führt. Er gibt sich selbst den Namen Nicky Deuce. Durch einen Zufall erlangt er einige Anerkennung innerhalb des Gangsterrings, was ihm weitere Aufträge einbringt. Währenddessen ist sich Nicky sicher, dass auch sein Onkel ein Mafioso ist, da die Aufträge eigentlich für ihn bestimmt waren.
Nicky, Donna und Tommy entdecken bei einem dieser Aufträge, dass die Gangsterbande bei Pferderennen im großen Stil betrügt, indem sie eigene Rennpferde mittels Hypnose konditionieren und diese als Außenseiter starten lassen. Durch ein Schlüsselwort wird das Pferd im Rennen „umgeschaltet“, gewinnt den Lauf und die Gang um Paulie kassiert große Geldbeträge. Die Teenager entführen das Rennpferd, woraufhin die Gangster Tutti kidnappen. Der von Nicky mit der Gang ausgehandelte Austausch der Entführten scheitert jedoch. Nicky, Donna, Tommy, Tutti, Frankie sowie Nickys dazugekommene Eltern werden überwältigt und von den Gangstern gefesselt. Es gelingt ihnen, sich zu befreien, das manipulierte Pferderennen können sie jedoch nicht mehr verhindern.
Als Paulie am Wettschalter seinen Gewinn abholen will, offenbart Frankie seinen wahren Beruf: als verdeckter Ermittler des New York City Police Departments wurde er in die Gangsterbande eingeschleust, um deren kriminelle Machenschaften aufzudecken; die Bande wird in flagranti erwischt und festgenommen.

## Synchronisation
| Rolle              | Schauspieler       | Synchronsprecher  |
| ------------------ | ------------------ | ----------------- |
| Nicolas Borelli II | Noah Munck         | Maximilian Artajo |
| Onkel Frankie      | Steve Schirripa    | Jürgen Holdorf    |
| Donna              | Cristine Prosperi  | Lydia Morgenstern |
| Tommy              | Cassius Crieghtney | Julius Jellinek   |
| Josh               | Jesse Camacho      | Yoshij Grimm      |
| Mr. Borelli        | Carlo Mestroni     | Uwe Büschken      |
| Mrs. Borelli       | Andrea Frankie     | Almut Zydra       |
| Bobby Eggs         | James Gandolfini   | Eberhard Haar     |

## Rezeption
Common Sense Media, eine US-amerikanische Non-Profit-Organisation, die Filme vor allem nach kindgerechten und erzieherischen Aspekten bewertet, vergab an Nicky Deuce vier von fünf Sternen und urteilte:

„Die Geschichte ist eine angenehme Mischung aus Komödie, Drama und Gute-Laune-Botschaften über das Freud und Leid des Familienlebens.“

Die New York Daily News schrieb über den Film:

„Nicky Deuce ist ein Teenagerfilm. Er ist nicht wirklich feinsinnig, was Gandolfinis „Auf-der-Bananenschale-Ausrutscher“ beweist. Er enthält nicht viele Überraschungen, und die meisten Charaktere sind übertrieben komisch. Aber was soll’s? Es macht Spaß, es ist albern, die Kids sind gewitzt und die Erwachsenen sind gutherzig, wenn auch manchmal ein wenig töricht. Zwei Daumen hoch für Nicky Deuce.“

Die Erstausstrahlung in den Vereinigten Staaten erreichte insgesamt 1,77 Millionen Zuschauer (Rang 10 der Einschaltquoten von Montag, den 29. Mai 2013). In der Zielgruppe der 18- bis 49-Jährigen sahen 433.000 Zuschauer den Film.
Kurz vor der Erstausstrahlung im US-amerikanischen Fernsehen rief die Interessenvertretung Italian American One Voice Coalition zum Boykott von Nickelodeon und des Films Nicky Deuce auf. Nach Meinung der Gruppe würde ein „verletzendes, stereotypes Bild der Italo-Amerikaner als Gangster und Verbrecher“ dargestellt. Die Gruppe appellierte speziell an Eltern, ihre Kinder „diesen Müll“ nicht anschauen zu lassen und warf Nickelodeon Verantwortungslosigkeit und gezielte Beeinflussung von Kindern vor.

## Sonstiges
Neben Steve Schirripa als Onkel Frankie sind mit James Gandolfini, Michael Imperioli, Tony Sirico, Vincent Curatola und Rita Moreno zahlreiche Darsteller der US-amerikanischen Mafiaserie Die Sopranos zu sehen. Auch die deutsche Synchronisation wurde von den deutschen Sprechern der Sopranos-Charaktere übernommen.
Am 2. Juli 2013 erschien der Film in den USA auf DVD.
Die Fortsetzung des 2005 erschienenen Buches Nicky Deuce: Welcome to the Family kam 2009 in den Handel. Sie wurde ebenfalls von Steve Schirripa und Charles Fleming geschrieben und trägt den Titel Nicky Deuce: Home for the Holidays.